# United Soccer Leagues 2009
Die Saison 2009 ist die 23. Saison der beiden Divisionen der United Soccer Leagues. Die Saison begann am 12. April mit dem Anstoß in den beiden First Division Spielen Minnesota Thunder gegen die Carolina RailHawks und Charleston Battery gegen die Vancouver Whitecaps.

## Allgemein
1. First Division: Seattle Sounders und Atlanta Silverbacks spielen nicht mehr. Dafür spielen Austin Aztex und Cleveland City Stars.
2. Second Division: Cleveland City Stars "steigen auf", die Liga spielt mit 9 Teams.

## Tabellen
Stand: 4. Mai 2009

### First Division

#### Regular Season
| Pl. | Verein                | Sp. | S  | U  | N  | Tore    | Diff. | Punkte |
| --- | --------------------- | --- | -- | -- | -- | ------- | ----- | ------ |
| 1.  | Portland Timbers      | 30  | 16 | 10 | 4  | 045:190 | +26   | 58     |
| 2.  | Carolina RailHawks    | 30  | 16 | 7  | 7  | 043:190 | +24   | 55     |
| 3.  | Puerto Rico Islanders | 30  | 15 | 8  | 7  | 044:310 | +13   | 53     |
| 4.  | Charleston Battery    | 30  | 14 | 10 | 6  | 033:210 | +12   | 52     |
| 5.  | Montreal Impact       | 30  | 12 | 8  | 10 | 032:310 | +1    | 44     |
| 6.  | Rochester Rhinos      | 30  | 11 | 10 | 9  | 034:320 | +2    | 43     |
| 7.  | Vancouver Whitecaps   | 30  | 11 | 9  | 10 | 042:360 | +6    | 42     |
| 8.  | Minnesota Thunder     | 30  | 7  | 10 | 13 | 039:440 | −5    | 31     |
| 9.  | Miami FC              | 30  | 8  | 5  | 17 | 026:520 | −26   | 29     |
| 10. | Austin Aztex 1        | 30  | 5  | 8  | 17 | 028:510 | −23   | 21     |
| 11. | Cleveland City Stars  | 30  | 4  | 7  | 19 | 022:520 | −30   | 19     |

#### Play-offs

##### Viertelfinale
24. September, 1:05 Uhr 

Puerto Rico Islanders FC 1:2 Rochester Rhinos 

Tore: 0:1 Kenney Bertz 64., 0:2 John Ball 71., 1:2 Nicholas Addlery 72.
24. September, 1:45 Uhr 

Charleston Battery 0:2 Montreal Impact 

Tore: 0:1 David Testo 10., 0:2 Rocco Placentino 88.
24. September, 4:30 Uhr 

Carolina RailHawks 0:1 Vancouver Whitecaps 

Tor: 0:1 Randy Edwini-Bonsu 77.
27. September, 23:00 Uhr 

Vancouver Whitecaps 0:0 Carolina RailHawks
27. September, 00:00 

Rochester Rhinos 1:4 Puerto Rico Islanders FC 

Tore: 0:1/0:3 Fabrice Noël 12./80., 0:2/1:4 Nicholas Addlery 40./90., 1:3 Amaury Nunes 82.
27. September, 3:00 Uhr 

Montreal Impact 2:1 Charleston Battery 

Tore: 1:0 Ian Fuller 16., 1:1 Nevio Pizzolitto 23., 2:1 Tony Donatelli 74.

##### Halbfinale
1. Oktober, 3:30 Uhr
Puerto Rico Islanders FC 1:2 Montreal Impact 

Tore: 0:1 Tony Donatelli 8., 0:2 Roberto Brown 20., 1:2 Jonny Steele 31.
1. Oktober, 3:30 Uhr 

Portland Timbers 1:2 Vancouver Whitecaps
Tore: 1:0 Charles Gbeke 25., 1:1 Ryan Pore 44., 1:2 Marcus Haber 49.
4. Oktober, 3:00 Uhr 

Montreal Impact 2:1 Puerto Rico Islanders FC 

Tore: 1:0 Peter Byers 2., 1:1 Josh Hansen 86. Elfmeter, 2:1 Eduardo Sebrango 90.
---
4. Oktober, 00:00 Uhr 

Vancouver Whitecaps 3:3 Portland Timbers

Tore: 1:0 Marcus Haber 4., 1:1/1:2 Brian Farber 10./43., 2:2 Martin Nash 60.,3:2 Marlon James 71., 3:3 Alex Nimo 83.

##### Finale
10. Oktober, 2:30 Uhr 

Montreal Impact 3:2 Vancouver Whitecaps 

Tore: 1:0 Shaun Pejic 45. Eigentor, 1:1 Marcus Haber 56., 2:1 Peter Byers 63., 2:2 Marlon James 65., 3:2 Eduardo Sebrango 89.
17. Oktober, 20:30 Uhr 

Vancouver Whitecaps 1:3  Montreal Impact 

Tore: 0:1 Tony Donatelli 30. Elfmeter, 0:2 Joey Gjertsen 40., 0:3 Roberto Brown 42., 1:3 Ansu Toure 44.

### Second Division

#### Regular Season
| Pl. | Verein                    | Sp. | S  | U | N  | Tore    | Diff. | Punkte |
| --- | ------------------------- | --- | -- | - | -- | ------- | ----- | ------ |
| 1.  | Wilmington Hammerheads    | 20  | 12 | 5 | 3  | 042:240 | +18   | 41     |
| 2.  | Richmond Kickers          | 20  | 11 | 6 | 3  | 039:180 | +21   | 39     |
| 3.  | Harrisburg City Islanders | 20  | 9  | 4 | 7  | 031:230 | +8    | 31     |
| 4.  | Charlotte Eagles          | 20  | 8  | 7 | 5  | 040:280 | +12   | 31     |
| 5.  | Real Maryland FC          | 20  | 8  | 2 | 10 | 022:310 | −9    | 26     |
| 6.  | Crystal Palace Baltimore  | 20  | 6  | 5 | 9  | 016:200 | −4    | 23     |
| 7.  | Western Mass Pioneers     | 20  | 6  | 5 | 9  | 021:340 | −13   | 23     |
| 8.  | Pittsburgh Riverhounds    | 20  | 6  | 4 | 10 | 018:270 | −9    | 22     |
| 9.  | Bermuda Hogges            | 20  | 4  | 4 | 12 | 019:430 | −24   | 16     |